# Liberalismo de izquierda
El liberalismo de izquierda, o izquierda liberal, es un término usado para referirse a alguna forma de liberalismo con orientación izquierdista, es decir, que busca conjugar libertad con igualdad y cambios sociales. Este término se contrapone con liberalismo de derecha o conservador.
En general, los liberales de izquierda sostienen que la libertad se ejerce en mayor grado a medida que se amplía la inclusión social y disminuye la concentración de poder económico. En términos filosóficos el Liberalismo Político es de orientación social, por tanto de izquierda, mientras el Liberalismo Económico se habría acercado más a la técnica capitalista. En la búsqueda del Bien común los Liberales de izquierda  buscan armonizar el mercado, ya sea a través del rol regulador parcial del Estado o a través de la eliminación de privilegios legales, a fin de garantizar la competencia y corregir desigualdades, incluso llegando a ser cercano al socialismo democrático.
En el plano cultural, suelen defender el matrimonio igualitario, la marihuana, y/o el aborto hasta determinada semana del embarazo.
Aunque hay quienes consideran que el liberalismo no es ni de derecha ni de izquierda, existen razones históricas para considerar al liberalismo como una ideología de izquierda, que provienen del origen del eje izquierda-derecha en la Asamblea Nacional de Francia, donde liberales como Frédéric Bastiat se sentaban en el lado izquierdo, representando oposición al orden establecido.
Por otro lado, existe una versión más profunda que es el liberalismo libertario de izquierda, más cercano al minarquismo y al anarquismo.